# Joe Manchin
Joseph (Joe) Manchin III (Farmington (West Virginia), 24 augustus 1947) is een Amerikaans onafhankelijk politicus die eerder lid was van de Democratische Partij. Hij is senator voor West Virginia sinds 2010 en daarvoor was hij van 2005 tot 2010 gouverneur van West Virginia.
Manchin wordt beschouwd als de meest conservatieve senator van de Democratische Partij. Hij stemde tegen het energiebeleid van Barack Obama, tegen het versneld beëindigen van het Don't ask, don't tell-beleid, voor het beëindigen van de subsidies voor de abortusorganisatie Planned Parenthood en voor Donald Trumps immigratiebeleid. Ook stemde hij voor de bevestiging van de meeste aanstellingen in het kabinet-Trump I en de door Trump voorgedragen rechters, onder wie Brett Kavanaugh als rechter in het Hooggerechtshof van de Verenigde Staten.
Anderzijds stemde hij mee met zijn mededemocraten tijdens beide afzettingsprocedures tegen de Republikeinse president Donald Trump, terwijl de door hem vertegenwoordigde staat West Virginia overweldigend voor Trump stemde in de Amerikaanse presidentsverkiezingen van 2020. Sinds 2021 hebben beide partijen 50 senatoren, waardoor de Democratische Partij al haar senatoren, en de beslissende stem van vicepresident Kamala Harris nodig heeft om wetgeving door het congres te loodsen. Manchin, die geregeld meestemt met de Republikeinen, kreeg hierdoor veel invloed op de wetgeving. In maart 2021 stemde hij voor het herstelplan van Biden voor de infrastructuur, dat ook door een aantal Republikeinen werd gesteund. Maar in oktober 2021 blokkeerde hij het CEPP (Clean Electricity Performance Program) om van fossiele brandstoffen voor stroomopwekking over te schakelen op duurzame methoden. In de kolenstaat West-Virginia is hiervoor geen steun.
- Gemeinsame Normdatei: 1177286726
- International Standard Name Identifier: 0000 0000 3397 139X
- Library of Congress Control Number: n2002106932
- SNAC: w63s1jxs
- Biographical Directory of the United States Congress: M001183
- Virtual International Authority File: 58444163
- WorldCat: E39PBJbGYqXKwpX8rjDvbBJYyd

Alabama: Tuberville (R) · Britt (R)
Alaska: Murkowski (R) · Sullivan (R)
Arizona: Kelly (D) · Gallego (D)
Arkansas: Boozman (R) · Cotton (R)
Californië: Padilla (D) · Schiff (D)
Colorado: Bennet (D) · Hickenlooper (D)
Connecticut: Blumenthal (D) · Murphy (D)
Delaware: Coons (D) · Blunt Rochester (D)
Florida: R. Scott (R) · Moody (R)
Georgia: Ossoff (D) · Warnock (D)
Hawaï: Schatz (D) · Hirono (D)
Idaho: Crapo (R) · Risch (R)
Illinois: Durbin (D) · Duckworth (D)
Indiana: Young (R) · Banks (R)
Iowa: Grassley (R) · Ernst (R)
Kansas: Moran (R) · Marshall (R)
Kentucky: McConnell (R) · Paul (R)
Louisiana: Cassidy (R) · Kennedy (R)
Maine: Collins (R) · King (O)
Maryland: Van Hollen (D) · Alsobrooks (D)
Massachusetts: Warren (D) · Markey (D)
Michigan: Peters (D) · Slotkin (D)
Minnesota: Klobuchar (D) · Smith (D)
Mississippi: Wicker (R) · Hyde-Smith (R)
Missouri: Hawley (R) · Schmitt (R)
Montana: Daines (R) · Sheehy (R)
Nebraska: Fischer (R) · Ricketts (R)
Nevada: Cortez Masto (D) · Rosen (D)
New Hampshire: Shaheen (D) · Hassan (D)
New Jersey: Booker (D) · Kim (D)
New Mexico: Heinrich (D) · Luján (D)
New York: Schumer (D) · Gillibrand (D)
North Carolina: Tillis (R) · Budd (R)
North Dakota: Hoeven (R) · Cramer (R)
Ohio: Moreno (R) · Husted (R)
Oklahoma: Lankford (R) · Mullin (R)
Oregon: Wyden (D) · Merkley (D)
Pennsylvania: Fetterman (D) · McCormick (R)
Rhode Island: Reed (D) · Whitehouse (D)
South Carolina: Graham (R) · T. Scott (R)
South Dakota: Thune (R) · Rounds (R)
Tennessee: Blackburn (R) · Hagerty (R)
Texas: Cornyn (R) · Cruz (R)
Utah: Lee (R) · Curtis (R)
Vermont: Sanders (O) · Welch (D)
Virginia: Warner (D) · Kaine (D)
Washington: Murray (D) · Cantwell (D)
West Virginia: Moore Capito (R) · Justice (R)
Wisconsin: Johnson (R) · Baldwin (D)
Wyoming: Barrasso (R) · Lummis (R)
(D): Democraat · (R): Republikein · (O): Onafhankelijk